# Bela Talbot
Bela Talbot az Odaát (Supernatural) című televízióssorozat kitalált szereplője, akit Lauren Cohan alakít. Bela a sorozat egyik mellékszereplője.

## Háttér
Bela egy huszonéves lány, aki természetfeletti holmikkal kereskedik. A lányt kiskorában szülei bántalmazták, ezért Bela 14 éves korában alkut kötött Lilith-tel; a démon megölte a lány őseit, cserébe annak 10 év múlva neki kell adnia lelkét.  

## 3. évad
Bela az évad elején tűnik fel, amikor is ellop a Winchester fivérektől egy természetfeletti tárgyat, egy misztikus nyúllábat. Ezek után a lány többször is keresztbe tesz Deannek és Samnek, még a rájuk vadászó szökött vámpírvadászt, Gordon Walkert is útba igazítja. A lány azonban egy alkalommal halálos veszélybe kerül, ekkor Deanék megmentik az életét, ennek ellenére Bela, amint alkalma adódik rá, ellopja tőlük a vadászok legendás fegyverét, a Coltot, őket pedig a nyomukban lévő FBI-ügynök, Victor Henriksen kezére játssza, a pisztolyt a feketepiacon eladja.
Az évad végén Beláról kiderül, hogy korábban ő is alkut kötött Lilith-tel, melynek ideje hamarosan lejár, ám a démon felajánlja neki, hogy ha megöli a Winchester fiúkat, elengedi az egyezséget. Csakhogy a lány hiába próbálkozik, nem tudja teljesíteni megbízását, így a "forgatókönyv" szerint Pokolra kerül.